# Phrurolithus spinosus
Phrurolithus spinosus is een spinnensoort uit de familie van de Phrurolithidae.
De wetenschappelijke naam van de soort werd in 1948 gepubliceerd door Elizabeth Bangs Bryant.